# Grammy Award for Best Audio Book, Narration, and Storytelling Recording

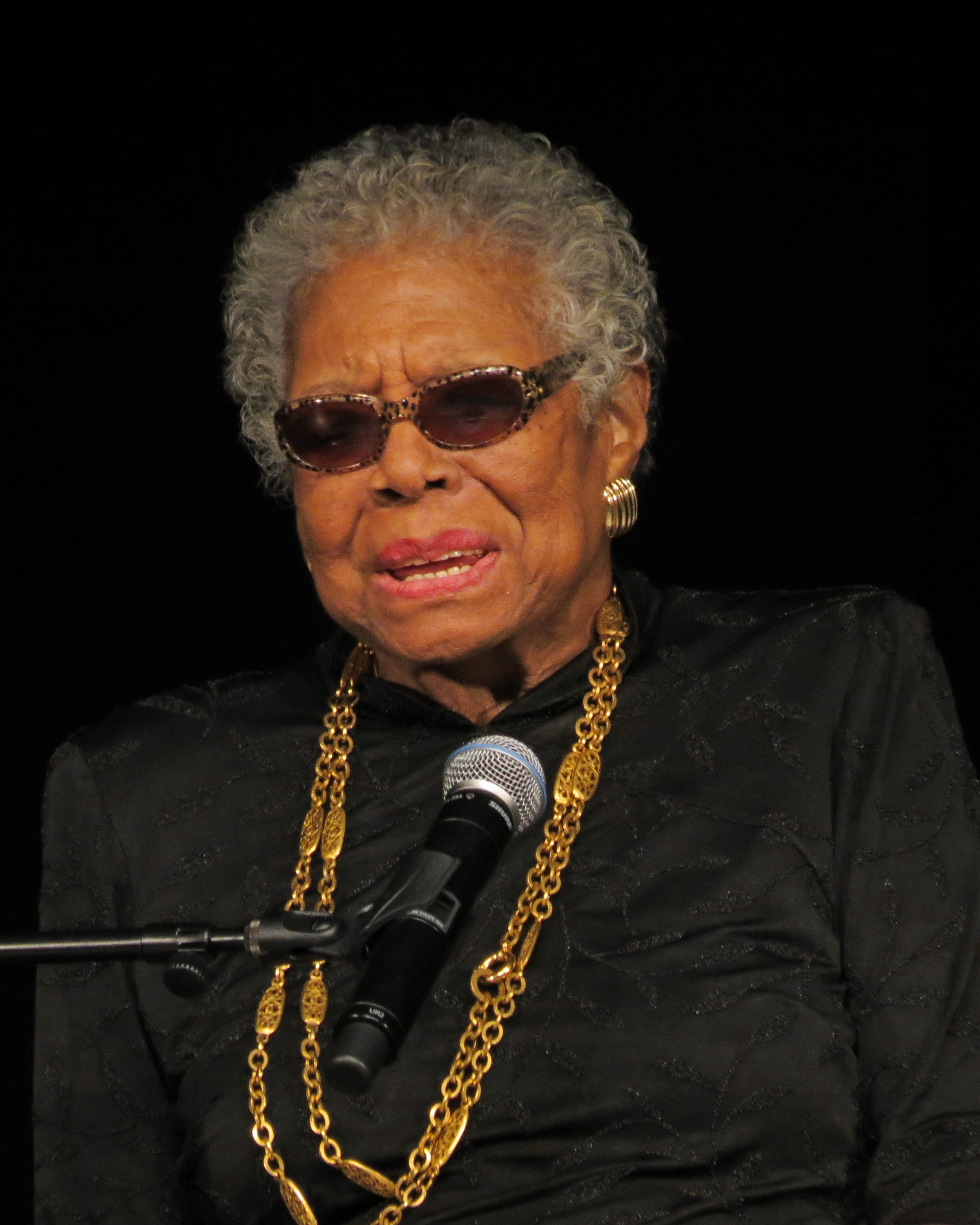
Die US-amerikanische Schriftstellerin, Professorin und Bürgerrechtlerin Maya Angelou hat den Grammy Award for Best Spoken Word Album drei Mal erhalten

Der Grammy Award for Best Audio Book, Narration, and Storytelling Recording, auf Deutsch „Grammy-Auszeichnung für die beste Hörbuch-, Erzählungs- und Storytelling-Aufnahme“, ist ein Musikpreis, der  von der amerikanischen Recording Academy verliehen wird. Er wird seit 1959 mit unterschiedlichen Bezeichnungen für Tonaufzeichnungen von Reden, Dokumentationen, Theateraufführungen und Hörbüchern vergeben, bis 2022 zudem für Gedichte.

## Geschichte und Hintergrund
Die seit 1959 verliehenen Grammy Awards werden jährlich in zahlreichen Kategorien von der Recording Academy in den Vereinigten Staaten vergeben, um künstlerische Leistung, technische Kompetenz und hervorragende Gesamtleistung ohne Rücksicht auf die Album-Verkäufe oder Chart-Position zu würdigen.
Eine dieser Kategorien ist der Grammy Award for Best Spoken Word Album. Der Preis wird seit 1959 jährlich vergeben.
Die Preiskategorie hat seit der Erstverleihung mehrere Namensänderungen erfahren:
- Die Erstverleihung 1959 erfolgte unter dem Namen Grammy Award for Best Performance, Documentary or Spoken Word
- Von 1960 bis 1961 hieß die Auszeichnung Grammy Award for Best Performance – Documentary or Spoken Word (other than comedy)
- Von 1962 bis 1963 erfolgte die Verleihung als Grammy Award for Best Documentary or Spoken Word Recording (other than comedy)
- Von 1964 bis 1965 nannte sich die Kategorie Grammy Award for Best Documentary, Spoken Word or Drama Recording (other than comedy)
- 1966 nannte sich der Preis Grammy Award for Best Spoken Word or Drama Recording
- Von 1967 bis 1968 wurde der Grammy Award for Best Spoken Word, Documentary or Drama Recording vergeben
- Von 1969 bis 1979 hieß der Preis Grammy Award for Best Spoken Word Recording
- Von 1980 bis 1983 hieß er wieder Grammy Award for Best Spoken Word, Documentary or Drama Recording
- Von 1984 bis 1991 nannte er sich Grammy Award for Best Spoken Word or Non-Musical Recording
- Von 1992 bis 1997 wurde die Auszeichnung Grammy Award for Best Spoken Word or Non-Musical Album genannt
- Von 1998 bis 2020 wurde der Preis unter der Bezeichnung Grammy Award for Best Spoken Word Album verliehen
- 2021 und 2022 nannte er sich Grammy Award for Best Spoken Word Album (Includes Poetry, Audio Books & Storytelling).

2022 wurde der Grammy Award for Best Spoken Word Poetry Album für die Verleihung der Grammy Awards 2023 als zweite Auszeichnung im Bereich Sprachaufnahmen eingeführt, wodurch die Poesie aus dem bisherigen Preis ausgelagert wurde. Parallel dazu wurde er umbenannt in Grammy Award for Best Audio Book, Narration, and Storytelling Recording.
Die Kategorie Grammy Award for Best Spoken Word Album wurde unter anderem an drei US-Präsidenten vergeben: Jimmy Carter, der den Preis dreimal gewonnen hat, Bill Clinton und Barack Obama. Auch Tonaufzeichnungen der US-Präsidenten John F. Kennedy and Franklin D. Roosevelt wurden bereits ausgezeichnet.

## Gewinner und Nominierte
| Jahr                                                                 | Gewinner                                                                                            | Nationalität                          | Album                                                                                                 | Nominierte | Bild des/der Gewinner(s) |
| -------------------------------------------------------------------- | --------------------------------------------------------------------------------------------------- | ------------------------------------- | --- | --- | ------------------------ |
| Best Performance, Documentary or Spoken Word                         | |                                       | | |                          |
| 1959                                                                 | Stan Freberg                                                                                        | Vereinigte Staaten                    | The Best of the Stan Freberg Shows                                                                    | - Marian Anderson für The Lady from Philadelphia - Melvyn Douglas, Vincent Price, Carl Sandburg und Ed Begley für Great American Speeches - Stan Freberg für Green Christmas - Henry Jacobs für Two Interviews of Our Time | Stan Freberg, 1962       |
| Best Performance – Documentary or Spoken Word (other than comedy)    | |                                       | | |                          |
| 1960                                                                 | Carl Sandburg                                                                                       | Vereinigte Staaten                    | A Lincoln Portrait                                                                                    | - John Gielgud für Ages of Man - Hal Holbrook für Mark Twain Tonight - Basil Rathbone für Basil Rathbone Reads Sherlock Holmes - Tony Schwartz für New York Taxi Driver | Carl Sandburg            |
| 1961                                                                 | Robert Bialek (Produzent)                                                                           | Vereinigte Staaten                    | FDR Speaks                                                                                            | - Henry Fonda für Voices of the Twentieth Century - John Gielgud für Ages of Man, Vol. 2 (One Man in His Time) - Archibald MacLeish für J.B. |                          |
| Best Documentary or Spoken Word Recording (other than comedy)        | |                                       | | |                          |
| 1962                                                                 | Leonard Bernstein                                                                                   | Vereinigte Staaten                    | Humor in Music                                                                                        | - Hal Holbrook für More of Hal Holbrook in Mark Twain Tonight! - Dorothy Parker für The World of Dorothy Parker - Sandburg, Shapley, Jawaharlal Nehru und Lipschitz für Wisdom, Vol. 1 - Alexander Scourby für The Coming of Christ |                          |
| 1963                                                                 | Charles Laughton                                                                                    | Vereinigte Staaten                    | The Story-Teller: A Session with Charles Laughton                                                     | - Carl Sandburg für Carl Sandburg Reading His Poetry - Claude Rains und Glenn Gould für Enoch Arden - Laurence Harvey für This Is My Beloved - Stan Kenton für Mama Sang a Song |                          |
| Best Documentary, Spoken Word or Drama Recording (other than comedy) | |                                       | | |                          |
| 1964                                                                 | Melinda Dillon, George Grizzard, Uta Hagen und Arthur Hill                                          | Vereinigte Staaten Deutschland Kanada | Who's Afraid of Virginia Woolf?                                                                       | - Dane Clark, Anne Jackson, Lotte Lenya und Viveca Lindfors für Brecht on Brecht - Martin Luther King Jr. mit Joan Baez, Marian Anderson, Odetta, Rabbi Joachim Prinz und Bob Dylan für We Shall Overcome (The March on Washington, August 28, 1963) - Goddard Lieberson und Pete Seeger für The Badmen - Norman Weiser und David Teig für John F. Kennedy – The Presidential Years |                          |
| 1965                                                                 | That Was The Week That Was Ensemble                                                                 | Vereinigtes Königreich                | BBC Tribute to John F. Kennedy                                                                        | - Richard Burton, Hume Cronyn, John Gielgud, Alfred Drake, George Voskovec, Eileen Herlie, William Redfield und George Ross für Hamlet - Richard Burton und Peter O’Toole – Dialogue Highlights from Becket - Alec Guinness und Kate Reid für Dylan - John F. Kennedy, David Brinkley und Adlai Stevenson für The Kennedy Wit                                                       |                          |
| Best Spoken Word or Drama Recording                                  | |                                       | | |                          |
| 1966                                                                 | Goddard Lieberson (Produzent)                                                                       | Vereinigte Staaten                    | John F. Kennedy: As We Remember Him                                                                   | - Alec Guinness für A Personal Choice - Chet Huntley und David Brinkley für A Time to Keep: ’64 - National Theatre of Great Britain für Much Ado About Nothing - Adlai Stevenson für The Voice of the Uncommon Man - Margaret Webster für The Brontes |                          |
| Best Spoken Word, Documentary or Drama Recording                     | |                                       | | |                          |
| 1967                                                                 | Edward R. Murrow                                                                                    | Vereinigte Staaten                    | Edward R. Murrow: A Reporter Remembers, Vol. I – The War Years                                        | - Lee J. Cobb und Mildred Dunnock für Death of a Salesman - Johnny Sea für Day for Decision - Buddy Starcher für History Repeats Itself | Edward Murrow, 1947      |
| 1968                                                                 | Everett Dirksen                                                                                     | Vereinigte Staaten                    | Gallant Men                                                                                           | - James Dickey für Poems of James Dickey - Hal Holbrook für Mark Twain Tonight, Vol. 3 - Patrick Magee und Cyril Cusack für The Balcony - Rod McKuen für The Earth - Paul Scofield, Wendy Hiller und Robert Shaw für A Man for All Seasons - Victor Lundberg für An Open Letter to My Teenage Son                                                                                   | Everett Dirksen          |
| Best Spoken Word Recording                                           | |                                       | | |                          |
| 1969                                                                 | Rod McKuen                                                                                          | Vereinigte Staaten                    | Lonesome Cities                                                                                       | - Martin Luther King Jr. für I Have a Dream - Paul Scofield für Murder in the Cathedral - Martin Starkie für The Canterbury Pilgrims |                          |
| 1970                                                                 | Art Linkletter und Diane Linkletter                                                                 | Vereinigte Staaten Kanada             | We Love You, Call Collect                                                                             | - Walter Cronkite für Man on the Moon - James Earl Jones für The Great White Hope |                          |
| 1971                                                                 | Martin Luther King, Jr.                                                                             | Vereinigte Staaten                    | Why I Oppose the War in Vietnam                                                                       | - Ambrose, Dryden, Hecht, Molloy und Seeger für Poems and Ballads from 100-Plus American Poets - Apollo 8, 11 und 12 Astronauten, John F. Kennedy und Richard Nixon für In the Beginning - Bill Cosby für Grover Henson Feels Forgotten - Everett Dirksen für Everett Dirksen’s America                                                                                             |                          |
| 1972                                                                 | Les Crane                                                                                           | Vereinigte Staaten                    | Desiderata                                                                                            | - Richard Chamberlain für Hamlet - Walter Cronkite für I Can Hear It Now/The Sixties - Stacy Keach, Robert Ryan und Geraldine Fitzgerald für Long Day’s Journey into Night - James Whitmore für Will Rogers’ U.S.A. | Les Crane, 1964          |
| 1973                                                                 | Broadway-Ensemble                                                                                   | Vereinigte Staaten                    | Lenny                                                                                                 | - Angela Davis für Angela Davis Speaks - Rod McKuen für The Word - Yevgeny Yevtushenko für Yevtushenko |                          |
| 1974                                                                 | Richard Harris                                                                                      | Irland                                | Jonathan Livingston Seagull                                                                           | - Billie Holiday für Songs and Conversations - Vincent Price für Witches, Ghosts and Goblins - Kurt Vonnegut Jr. für Slaughterhouse Five - John Wayne für America, Why I Love Her |                          |
| 1975                                                                 | Peter Cook und Dudley Moore                                                                         | Vereinigtes Königreich                | Good Evening                                                                                          | - Sam Ervin für Senator Sam at Home - Rod McKuen für Autumn - Eric Sevareid für An Ear to the Sounds of Our History |                          |
| 1976                                                                 | James Whitmore                                                                                      | Vereinigte Staaten                    | Give ’Em Hell, Harry!                                                                                 | - Alistair Cooke für Talk About America - Richard Harris für The Prophet - Claudia McNeil für The Autobiography of Miss Jane Pittman - Maureen Stapleton für To Kill a Mockingbird - Orson Welles für Immortal Sherlock Holmes (Mercury Theatre on the Air) |                          |
| 1977                                                                 | Henry Fonda, Helen Hayes, James Earl Jones und Orson Welles                                         | Vereinigte Staaten                    | Great American Documents                                                                              | - Ray Bradbury für Fahrenheit 451 - Charlton Heston für The Old Man and the Sea - James Mason für A Tale of Two Cities - William Shatner für Foundation: The Psychohistorians |                          |
| 1978                                                                 | Julie Harris                                                                                        | Vereinigte Staaten                    | The Belle of Amherst                                                                                  | - Alex Haley für Alex Haley Tells the Story of His Search for Roots - Originalbesetzung und Ntozake Shange für For Colored Girls Who Have Considered Suicide / When the Rainbow Is Enuf - Christopher Tolkien für The Silmarillion - Harry Truman und Ben Gradus für The Truman Tapes                                                                                               |                          |
| 1979                                                                 | Orson Welles                                                                                        | Vereinigte Staaten                    | Citizen Kane (Original Motion Picture Soundtrack)                                                     | - Judith Anderson, Claire Bloom, James Mason, George Rose und Gordon Gould für Wuthering Heights - Henry Fonda für The Grapes of Wrath - Richard Nixon und David Frost für The Nixon Interviews with David Frost - Verschiedene Künstler für Roots (Original Television Soundtrack)                                                                                                 |                          |
| Best Spoken Word, Documentary or Drama Recording                     | |                                       | | |                          |
| 1980                                                                 | John Gielgud                                                                                        | Vereinigtes Königreich                | Ages of Man (Readings from Shakespeare)                                                               | - Henry Fonda für The Ox-Bow Incident - Jim Morrison für An American Prayer - Ken Nordine für Stare with Your Ears - Verschiedene Künstler für Apocalypse Now (Original Motion Picture Soundtrack) - Orson Welles und Helen Hayes für Orson Welles & Helen Hayes at Their Best |                          |
| 1981                                                                 | Pat Carroll                                                                                         | Vereinigte Staaten                    | Gertrude Stein, Gertrude Stein, Gertrude Stein                                                        | - Mahalia Jackson für I Sing Because I'm Happy, Vols. 1 and 2 - Originalbesetzung für Adventures of Luke Skywalker: The Empire Strikes Back - Orson Welles für Obediently Yours - Peter Ustinov für A Curb in the Sky |                          |
| 1982                                                                 | Orson Welles                                                                                        | Vereinigte Staaten                    | Donovan’s Brain                                                                                       | - E.G. Marshall für Justice Holmes’ Decisions - James Mason für Vladimir Nabokov: Lolita - Paul McCartney und Vic Garbarini für The McCartney Interview - Ed McMahon für ’Twas the Night Before Christmas |                          |
| 1983                                                                 | Tom Voegeli                                                                                         | Vereinigte Staaten                    | Raiders of the Lost Ark: The Movie on Record                                                          | - Roger Rees für Charles Dickens’ Nicholas Nickleby - Isaac Asimov für Foundation’s Edge - John Gielgud und Ralph Richardson für No Man’s Land - Arthur C. Clarke für 2010: Odyssey Two |                          |
| Best Spoken Word or Non-Musical Recording                            | |                                       | | |                          |
| 1984                                                                 | William Warfield                                                                                    | Vereinigte Staaten                    | Copland: Lincoln Portrait                                                                             | - Steve Allen und Jayne Meadows für Everything You Always Wanted to Know About Home Computers - Jane Fonda und Femmy De Lyser für Jane Fonda’s Workout Record für Pregnancy, Birth and Recovery - John Gielgud und Irene Worth für Old Possum’s Book of Practical Cats |                          |
| 1985                                                                 | Ben Kingsley                                                                                        | Vereinigtes Königreich                | The Words of Gandhi                                                                                   | - Jeremy Irons und Glenn Close für The Real Thing (Broadway-Ensemble) - Jesse Jackson für Our Time Has Come - John Lennon und Yoko Ono für Heart Play (Unfinished Dialogue) |                          |
| 1986                                                                 | Mike Berniker (Produzent) und das Broadway-Ensemble                                                 | Vereinigte Staaten                    | Ma Rainey’s Black Bottom                                                                              | - Alan Arkin für Catch-22 - Dick Cavett für The Adventures of Huckleberry Finn - John le Carré für The Spy Who Came In from the Cold - Philip Roth für Zuckerman Bound |                          |
| 1987                                                                 | Johnny Cash, Jerry Lee Lewis, Chips Moman, Ricky Nelson, Roy Orbison, Carl Perkins und Sam Phillips | Vereinigte Staaten                    | Interviews from the Class of ’55 Recording Sessions                                                   | - F. Murray Abraham für Interview with the Vampire - Ray Bradbury für The Stories of Ray Bradbury - Bill Cosby für Hardheaded Boys - John Gielgud für Gulliver |                          |
| 1988                                                                 | Garrison Keillor                                                                                    | Vereinigte Staaten                    | Lake Wobegon Days                                                                                     | - Lauren Bacall für Lauren Bacall by Myself - Katharine Hepburn für "Lincoln Portrait" (from Aaron Copland: Lincoln Portrait and Other Works) - Leonard Nimoy für Whales Alive - Leonard Nimoy und George Takei für Star Trek IV: The Voyage Home |                          |
| 1989                                                                 | Jesse Jackson                                                                                       | Vereinigte Staaten                    | Speech by Rev. Jesse Jackson, July 27 (from One Lord, One Faith, One Baptism)                         | - John Cleese für The Screwtape Letters - John Gielgud für A Christmas Carol - Garrison Keillor und verschiedene Künstler für A Prairie Home Companion: The 2nd Annual Farewell Performance - Jonathan Winters für Winters’ Tale |                          |
| 1990                                                                 | Gilda Radner                                                                                        | Vereinigte Staaten                    | It’s Always Something                                                                                 | - Erma Bombeck für I Want to Grow Hair, I Want to Grow Up, I Want to Go to Boise - Robert Fulghum für All I Really Know Is What I Learned in Kindergarten - John Gielgud für Sir John Gielgud Reads Alice in Wonderland - Jason Robards, Steve Allen, Douglas Edwards & Besetzung für The War of the Worlds 50th Anniversary Production                                             |                          |
| 1991                                                                 | George Burns                                                                                        | Vereinigte Staaten                    | Gracie: A Love Story                                                                                  | - Garrison Keillor für A Prairie Home Companion: The 4th Annual Farewell Performance - John F. Kennedy Jr. für Profiles in Courage - Kyle MacLachlan für "Diane..." The Twin Peaks Tapes of Agent Cooper - Jimmy Stewart für Jimmy Stewart and His Poems |                          |
| Best Spoken Word or Non-Musical Album                                | |                                       | | |                          |
| 1992                                                                 | Ken Burns                                                                                           | Vereinigte Staaten                    | The Civil War                                                                                         | - Douglas Adams für The Hitchhiker’s Guide to the Galaxy - Katharine Hepburn für Me: Stories of My Life - Charles Kuralt für A Life on the Road |                          |
| 1993                                                                 | Earvin "Magic" Johnson und Robert O’Keefe                                                           | Vereinigte Staaten                    | What You Can Do to Avoid AIDS                                                                         | - Fannie Flagg für Fried Green Tomatoes at the Whistle Stop Cafe - Garrison Keillor für Stories - Ken Nordine für Devout Catalyst - Patrick Stewart für A Christmas Carol - Orson Welles und Peter Bogdanovich für This Is Orson Welles |                          |
| 1994                                                                 | Maya Angelou                                                                                        | Vereinigte Staaten                    | On the Pulse of Morning                                                                               | - Levar Burton für Miles: The Autobiography - Arlo Guthrie für Bound for Glory - Paul Newman und Joanne Woodward für Mr. and Mrs. Bridge - Emma Thompson für Howards End |                          |
| 1995                                                                 | Henry Rollins                                                                                       | Vereinigte Staaten                    | Get in the Van: On the Road with Black Flag                                                           | - Kenneth Branagh und die Renaissance Theatre Company für Hamlet - Ken Burns für Baseball - Ben Kingsley für Schindler’s List - Gregory Peck für The Bible (The New Testament) |                          |
| 1996                                                                 | Maya Angelou                                                                                        | Vereinigte Staaten                    | Phenomenal Woman                                                                                      | - Danny Glover für Long Walk to Freedom - Garrison Keillor für Guy Noir: Radio Private Eye - Leonard Nimoy für I Am Spock |                          |
| 1997                                                                 | Hillary Clinton                                                                                     | Vereinigte Staaten                    | It Takes a Village                                                                                    | - Ed Asner, Ellen Burstyn, C. C. H. Pounder und Alfre Woodard für Grow Old Along with Me, the Best Is Yet to Be - Lauren Bacall, Martin Landau, Jack Lemmon und Gregory Peck für Harry S Truman: A Journey to Independence - Garrison Keillor für The Adventures of Huckleberry Finn - Charles Kuralt für Charles Kuralt’s America                                                  |                          |
| Best Spoken Word Album                                               | |                                       | | |                          |
| 1998                                                                 | Charles Kuralt                                                                                      | Vereinigte Staaten                    | Charles Kuralt’s Spring                                                                               | - Maya Angelou für Even the Stars Look Lonesome - Jimmy Carter für Living Faith - Walter Cronkite für A Reporter's Life - Jodie Foster für Contact |                          |
| 1999                                                                 | Christopher Reeve                                                                                   | Vereinigte Staaten                    | Still Me                                                                                              | - Jimmy Carter für The Virtues of Aging - David Holt und Bill Mooney für Spiders in the Hairdo: Modern Urban Legends - Garrison Keillor für Wobegon Boy - Toni Morrison für Beloved |                          |
| 2000                                                                 | LeVar Burton                                                                                        | Vereinigte Staaten                    | The Autobiography of Martin Luther King, Jr.                                                          | - Nanci Griffith für The Chieftains: The Unauthorized Biography - Merle Haggard für Merle Haggard’s My House of Memories - Frank McCourt für ’Tis - Mandy Patinkin und Betty Buckley mit Walter Cronkite für The Diaries of Adam & Eve: Translated by Mark Twain |                          |
| 2001                                                                 | Sidney Poitier                                                                                      | Vereinigte Staaten                    | The Measure of a Man                                                                                  | - Matt Dillon für On the Road - Steve Martin für Shopgirl - Jerry Stiller und Anne Meara für Married to Laughter: A Love Story - Verschiedene Künstler, darunter Kathleen Turner, Patrick Stewart und Al Pacino für The Complete Shakespeare Sonnets |                          |
| 2002                                                                 | Quincy Jones                                                                                        | Vereinigte Staaten                    | Q: The Autobiography of Quincy Jones                                                                  | - Jimmy Carter für An Hour Before Sunlight - Garrison Keillor für Lake Wobegon Summer 1956 - Carl Reiner für Letters from the Earth: Uncensored Writings by Mark Twain - Verschiedene Künstler, darunter Rob Lowe, Noah Wyle, Joan Allen und Tom Brokaw und Erzähler Harry Smith für War Letters: Extraordinary Correspondence from American Wars                                   |                          |
| 2003                                                                 | Maya Angelou                                                                                        | Vereinigte Staaten                    | A Song Flung Up to Heaven                                                                             | - Tim Robbins für The Great Gatsby - Robert Evans für The Kid Stays in the Picture - Michael J. Fox für Lucky Man - Christopher Reeve für Nothing Is Impossible |                          |
| 2004                                                                 | Al Franken                                                                                          | Vereinigte Staaten                    | Lies and the Lying Liars Who Tell Them                                                                | - Don Cheadle für Fear Itself - Hillary Clinton für Living History - Nikki Giovanni für The Nikki Giovanni Poetry Collection - Bill Maher für When You Ride Alone You Ride with Bin Laden |                          |
| 2005                                                                 | Bill Clinton                                                                                        | Vereinigte Staaten                    | My Life                                                                                               | - Tyne Daly, John Lithgow, Joanne Rogers, Lily Tomlin und Andre Watts für The World According to Mr. Rogers - David Holt und Zeb Holt für Live & Kickin’ at the National Storytelling Festival - Steve Martin für The Pleasure of My Company - David Sedaris für Dress Your Family in Corduroy and Denim                                                                            |                          |
| 2006                                                                 | Barack Obama                                                                                        | Vereinigte Staaten                    | Dreams from My Father                                                                                 | - George Carlin für When Will Jesus Bring the Pork Chops? - Al Franken für The Al Franken Show Party Album - Garrison Keillor für The Adventures of Guy Noir - Sean Penn für Chronicles: Volume One |                          |
| 2007                                                                 | Jimmy Carter                                                                                        | Vereinigte Staaten                    | Our Endangered Values                                                                                 | - Al Franken für The Truth (with Jokes) - Bill Maher für New Rules: Polite Musings from a Timid Observer - Bob Newhart für I Shouldn’t Even Be Doing This! |                          |
| 2007                                                                 | Ossie Davis und Ruby Dee                                                                            | Vereinigte Staaten                    | Ossie and Ruby                                                                                        | - Al Franken für The Truth (with Jokes) - Bill Maher für New Rules: Polite Musings from a Timid Observer - Bob Newhart für I Shouldn’t Even Be Doing This! |                          |
| 2008                                                                 | Barack Obama                                                                                        | Vereinigte Staaten                    | The Audacity of Hope                                                                                  | - Maya Angelou für Celebrations - Bill Clinton für Giving - Jimmy Carter für Sunday Mornings in Plains - Alan Alda für Things I Overheard While Talking to Myself |                          |
| 2009                                                                 | Beau Bridges, Cynthia Nixon und Blair Underwood                                                     | Vereinigte Staaten                    | An Inconvenient Truth                                                                                 | - Steve Martin für Born Standing Up - Stephen Colbert und Besetzung von The Colbert Report für I Am America (and So Can You!) - Sidney Poitier für Life Beyond Measure - David Sedaris für When You Are Engulfed in Flames |                          |
| 2010                                                                 | Michael J. Fox                                                                                      | Vereinigte Staaten                    | Always Looking Up                                                                                     | - Jimmy Carter für We Can Have Peace in the Holy Land - Richard Dreyfuss und David Strathairn für The Lincoln–Douglas Debates - Carrie Fisher für Wishful Drinking - Yuri Rasovsky und Josh Stanton für Dashiell Hammett’s The Maltese Falcon - Jonathan Winters für A Very Special Time                                                                                            |                          |
| 2011                                                                 | Jon Stewart und Mitarbeiter von The Daily Show                                                      | Vereinigte Staaten                    | Earth (The Audiobook)                                                                                 | - Woody Allen für The Woody Allen Collection - Carol Burnett für This Time Together - Craig Ferguson für American on Purpose - Michael J. Fox für A Funny Thing Happened on the Way to the Future - Sarah Silverman für The Bedwetter |                          |
| 2012                                                                 | Betty White                                                                                         | Vereinigte Staaten                    | If You Ask Me (and of Course You Won't)                                                               | - Nathan Burbank, Bryan Cumming, Dennis Scott und David Toledo für Fab Fan Memories: The Beatles Bond - Dan Donohue für Hamlet - Tina Fey für Bossypants - Val Kilmer und Besetzung für The Mark of Zorro |                          |
| 2013                                                                 | Janis Ian                                                                                           | Vereinigte Staaten                    | Society’s Child                                                                                       | - Scott Creswell und Dan Zitt für American Grown - Bill Clinton für Back to Work - Ellen DeGeneres für Seriously … I’m Kidding - Rachel Maddow für Drift |                          |
| 2014                                                                 | Stephen Colbert                                                                                     | Vereinigte Staaten                    | America Again: Re-becoming The Greatness We Never Weren’t                                             | - Carol Burnett für Carrie and Me - Billy Crystal für Still Foolin’ Em - David Sedaris für Let’s Explore Diabetes with Owls - Pete Seeger für The Storm King |                          |
| 2015                                                                 | Joan Rivers                                                                                         | Vereinigte Staaten                    | Diary of a Mad Diva                                                                                   | - Jimmy Carter für A Call to Action: Women, Religion, Violence, and Power - James Franco für Actors Anonymous - Gloria Gaynor für We Will Survive: True Stories of Encouragement, Inspiration and the Power of Song - Elizabeth Warren für A Fighting Chance - John Waters für Carsick: John Waters Hitchhikes Across America                                                       |                          |
| 2016                                                                 | Jimmy Carter                                                                                        | Vereinigte Staaten                    | A Full Life: Reflections at 90                                                                        | - Dick Cavett für Brief Encounters: Conversations, Magic Moments, and Assorted Hijinks - Janis Ian und Jean Smart für Patience and Sarah - Amy Poehler für Yes Please - Patti Smith für Blood on Snow |                          |
| 2017                                                                 | Carol Burnett                                                                                       | Vereinigte Staaten                    | In Such Good Company: Eleven Years of Laughter, Mayhem, and Fun in the Sandbox                        | - Elvis Costello für Unfaithful Music & Disappearing Ink - Amy Schumer für The Girl with the Lower Back Tattoo - Patti Smith für M Train - Verschiedene Künstler für Under the Big Black Sun: A Personal History of L. A. Punk |                          |
| 2018                                                                 | Carrie Fisher                                                                                       | Vereinigte Staaten                    | The Princess Diarist                                                                                  | - Shelly Peiken für Confessions of a Serial Songwriter - Bernie Sanders und Mark Ruffalo für Our Revolution: A Future to Believe In - Bruce Springsteen für Born to Run - Neil deGrasse Tyson für Astrophysics for People in a Hurry |                          |
| 2019                                                                 | Jimmy Carter                                                                                        | Vereinigte Staaten                    | Faith: A Journey for All                                                                              | - Tiffany Haddish für The Last Black Unicorn - Questlove für Creative Quest - David Sedaris für Calypso - Courtney B. Vance für Accessory to War |                          |
| 2020 26. Januar 2020                                                 | Michelle Obama                                                                                      | Vereinigte Staaten                    | Becoming                                                                                              | - Verschiedene Interpreten (Produzenten: Michael Diamond, Adam Horovitz, Scott Sherratt, Dan Zitt) für Beastie Boys Book - Eric Alexandrakis für I. V. Catatonia: 20 Years as a Two-Time Cancer Survivor - John Waters für Mr. Know-It-All - Sekou Andrews & the String Theory für Sekou Andrews & the String Theory                                                                |                          |
| Best Spoken Word Album (Includes Poetry, Audio Books & Storytelling) | |                                       | | |                          |
| 2021 14. März 2021                                                   | Rachel Maddow                                                                                       | Vereinigte Staaten                    | Blowout: Corrupted Democracy, Rogue State Russia, and the Richest, Most Destructive Industry on Earth | - Flea für Acid for the Children: A Memoir - Ken Jennings für Alex Trebek – The Answer Is … - Ronan Farrow für Catch and Kill - Meryl Streep (& full cast) für Charlotte’s Web (E. B. White) |                          |
| 2022 3. April 2022                                                   | Don Cheadle                                                                                         | Vereinigte Staaten                    | Carry On: Reflections for a New Generation from John Lewis                                            | - LeVar Burton – Aftermath - J. Ivy – Catching Dreams: Live at Fort Knox Chicago - Dave Chappelle & Amir Sulaiman – 8:46 - Barack Obama – A Promised Land |                          |
| Best Audio Book, Narration, and Storytelling Recording               | |                                       | | |                          |
| 2023 5. Februar 2023                                                 | Viola Davis                                                                                         | Vereinigte Staaten                    | Finding Me                                                                                            | - Jamie Foxx – Act Like You Got Some Sense - Mel Brooks – All About Me! My Remarkable Life in Show Business by Mel Brooks - Lin-Manuel Miranda – Aristotle and Dante Dive into the Waters of the World - Questlove – Music Is History |                          |
| 2024 4. Februar 2024                                                 | Michelle Obama                                                                                      | Vereinigte Staaten                    | The Light We Carry: Overcoming in Uncertain Times                                                     | - Meryl Streep – Big Tree - William Shatner – Boldly Go: Reflections on a Life of Awe and Wonder - Rick Rubin – The Creative Act: A Way of Being - Senator Bernie Sanders – It’s Ok to Be Angry About Capitalism | Michelle Obama 2021      |
| 2025 2. Februar 2025                                                 | Jimmy Carter                                                                                        | Vereinigte Staaten                    | Last Sundays in Plains: A Centennial Celebration                                                      | - All You Need Is Love: The Beatles in Their Own Words von verschiedenen Interpreten (Produzent: Guy Oldfield) - … And Your Ass Will Follow von George Clinton - Behind the Seams: My Life in Rhinestones von Dolly Parton - My Name Is Barbra von Barbra Streisand |                          |